# Cúp quốc gia Scotland 1891–92
 Cúp quốc gia Scotland 1891–92 là mùa giải thứ 19 của giải đấu bóng đá loại trực tiếp uy tín nhất Scotland. Chức vô địch thuộc về Celtic khi đánh bại Queen's Park 5-1 trong trận Chung kết sau trận đấu lại.

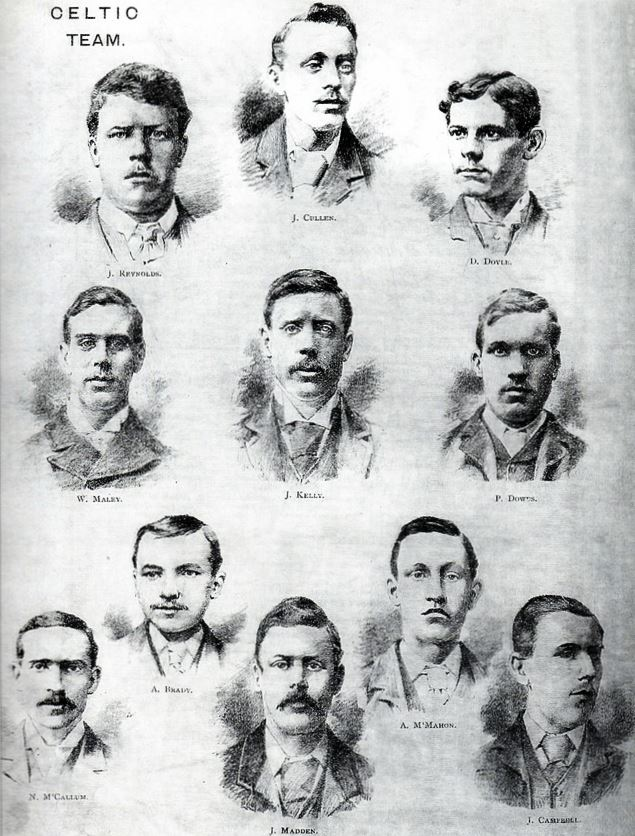
Đội vô địch Cúp quốc gia Scotland 1892.

## Lịch thi đấu
| Vòng      | Ngày thi đấu đầu tiên | Số trận đấu | Số đội tham gia |
| --------- | --------------------- | ----------- | --------------- |
| Vòng Năm  | 28 tháng 11 năm 1891  | 16          | 32 → 16         |
| Vòng Sáu  | 19 tháng 12 năm 1891  | 8           | 16 → 80         |
| Tứ kết    | 23 tháng 1 năm 1892   | 4           | 8 → 4           |
| Bán kết   | 6 tháng 2 năm 1892    | 2           | 4 → 2           |
| Chung kết | 12 tháng 3 năm 1892   | 1           | 2 → 1           |

## Vòng Năm
| Đội nhà             | Tỉ số | Đội khách       |
| ------------------- | ----- | --------------- |
| Abercorn            | 2 – 3 | Queen's Park    |
| Aberdeen            | 2 – 6 | Mid Annandale   |
| Annbank             | 2 – 1 | Battlefield     |
| Broxburn Shamrock   | 7 – 2 | Northern        |
| Cowlairs            | 3 – 1 | Cambuslang      |
| Dumbarton           | 4 – 0 | Thistle         |
| East Stirlingshire  | 1 – 6 | Kilmarnock      |
| Heart of Midlothian | 3 – 1 | Clyde *         |
| Kilmarnock Athletic | 7 – 2 | Bridge of Allan |
| Leith Athletic      | 5 – 0 | Dunblane        |
| Linthouse           | 0 – 6 | Bathgate Rovers |
| Monkcastle          | 3– 4  | Arbroath        |
| Rangers             | 5 – 1 | St Bernard's    |
| Renton              | 7 – 4 | Ayr             |
| St Mirren           | 2 – 4 | Celtic          |
| Third Lanark        | 3 – 0 | Vale of Leven   |

- Trận đấu bị hủy bỏ

### Đấu lại
| Đội nhà             | Tỉ số | Đội khách |
| ------------------- | ----- | --------- |
| Heart of Midlothian | 8 –0  | Clyde     |

## Vòng Sáu
| Đội nhà           | Tỉ số  | Đội khách           |
| ----------------- | ------ | ------------------- |
| Annbank           | 2 – 1  | Leith Athletic      |
| Arbroath          | 0 – 3  | Renton              |
| Broxburn Shamrock | 4 – 5  | Heart of Midlothian |
| Celtic            | 3 – 0  | Kilmarnock Athletic |
| Cowlairs          | 11 – 2 | Mid Annandale       |
| Queen's Park      | 6 – 0  | Bathgate Rovers     |
| Rangers           | 0 – 0  | Kilmarnock          |
| Third Lanark      | 1 – 3  | Dumbarton           |

### Đá lại
| Đội nhà | Tỉ số | Đội khách  |
| ------- | ----- | ---------- |
| Rangers | 1 –1  | Kilmarnock |

### Đá lại lần 2
| Đội nhà | Tỉ số | Đội khách  |
| ------- | ----- | ---------- |
| Rangers | 3 –2  | Kilmarnock |

## Tứ kết
| Đội nhà   | Tỉ số | Đội khách           |
| --------- | ----- | ------------------- |
| Celtic    | 4 – 1 | Cowlairs            |
| Dumbarton | 2 – 2 | Queen's Park        |
| Rangers   | 2 – 0 | Annbank             |
| Renton    | 4 – 4 | Heart of Midlothian |

### Đá lại
| Đội nhà             | Tỉ số | Đội khách |
| ------------------- | ----- | --------- |
| Heart of Midlothian | 2 – 2 | Renton    |
| Queen's Park        | 4 – 1 | Dumbarton |

### Đá lại lần 2
| Đội nhà | Tỉ số | Đội khách           |
| ------- | ----- | ------------------- |
| Renton  | 3 – 2 | Heart of Midlothian |

## Bán kết
| Đội nhà | Tỉ số | Đội khách    |
| ------- | ----- | ------------ |
| Celtic  | 5 – 3 | Rangers      |
| Renton  | 1 – 1 | Queen's Park |

### Đá lại
| Đội nhà      | Tỉ số | Đội khách |
| ------------ | ----- | --------- |
| Queen's Park | 3 – 0 | Renton    |

## Chung kết
| Celtic | 1 – 0 | Queen's Park |
| ------ | ----- | ------------ |
|        |       |              |

Trận đấu tuyên bố bỏ trống vì điều kiện sân bãi khó khăn.

### Đá lại
| Celtic | 5 – 1 | Queen's Park |
| ------ | ----- | ------------ |
|        |       |              |